# Marat Safin
Marat Michajłowicz Safin, ros. Марат Михайлович Сафин (ur. 27 stycznia 1980 w Moskwie) – rosyjski polityk i tenisista, występujący na światowych kortach od 1997 do 2009 roku; klasyfikowany w rankingu ATP na 1. miejscu w grze pojedynczej (2000) i na 71. miejscu w grze podwójnej (2002); mistrz wielkoszlemowych US Open 2000 i Australian Open 2005 w grze pojedynczej; zdobywca Pucharu Davisa 2002 i 2006 wraz z drużyną Rosji; finalista Pucharu Hopmana 2009 wraz z drużyną Rosji; reprezentant Rosji na letnich igrzyskach olimpijskich (Ateny 2004). Tenisista praworęczny z oburęcznym backhandem. Starszy brat profesjonalnej tenisistki Dinary Safiny.
Do 2009 roku wygrał dwadzieścia siedem turniejów ATP Tour w grze pojedynczej, w tym dwa wielkoszlemowe i pięć rangi Masters; a także dwa turnieje w grze podwójnej.
Jest drugim tenisistą z Rosji, który zajmował 1. miejsce w rankingu ATP (po Jewgieniju Kafielnikowie; potem został nim też Daniił Miedwiediew). Razem z siostrą Dinarą są jedynym rodzeństwem różnej płci w dziejach tenisa, w którym każde było liderem światowej klasyfikacji w grze pojedynczej.
Jest pierwszym Rosjaninem, który awansował do półfinału wielkoszlemowego Wimbledonu (2008). W każdym turnieju wielkoszlemowym przynajmniej raz zagrał w półfinale.
Karierę tenisową zakończył w 2009 roku; na kortach zarobił około 14,3 miliona dolarów.
Od 2011 do 2017 był parlamentarzystą rosyjskiej Dumy jako członek partii Jedna Rosja, wybrany z terenu Niżnego Nowogrodu.
W 2001 otrzymał nagrodę sportową Laureus w kategorii Debiut Roku.
16 lipca 2016 włączony do Międzynarodowej Tenisowej Galerii Sławy jako pierwsza osoba w dziejach Rosji.
Jego trenerami byli: Rausa Isłanowa, Peter Lundgren (2005–2006), Aleksandr Wołkow (2006–2007) i Hernán Gumy (2007–2009).
Mieszka w Monte Carlo w Monako.

## Kariera tenisowa
Marat Safin rozpoczął treningi tenisowe w wieku sześciu lat. Wychowywał się w rodzinie sportowej – jego ojciec był menedżerem klubu sportowego Spartak Moskwa, a matka trenerką tenisa. Początkowo to Rausa Isłanowa trenowała syna. W wieku czternastu lat przeprowadził się do Walencji, aby skorzystać z programów tenisowych, które nie były dostępne w Rosji.
W latach 1995–1997 występował w turniejach juniorskich Międzynarodowej Federacji Tenisowej. W kwietniu 1996 wygrał swój jedyny turniej w tej kategorii, Nike Junior Challenge w Moskwie, pokonując w finale Artema Derepasko. W rankingu juniorów zajmował najwyżej 345. miejsce (w grudniu 1996).
Status profesjonalnego tenisisty otrzymał w 1997.

### Gra pojedyncza
Od lutego 1995 brał udział w turniejach satelitarnych ITF na terenie Hiszpanii. Swoje pierwsze mistrzostwo zdobył we wrześniu 1996, triumfując w grze pojedynczej w Oviedo po finale z Davidem Sanchoz-Munoz.
W kwietniu 1997 po raz pierwszy wziął udział w zawodach rangi challengerowej ATP w Scheveningen i awansował do półfinału. We wrześniu wygrał zmagania w portugalskim Espinho, zdobywając swój pierwszy profesjonalny tytuł w tenisie.
W listopadzie, jako 213. tenisista świata, zadebiutował w rozgrywkach ATP Tour. W rodzinnej Moskwie odpadł w pierwszej rundzie po batalii z Kennethem Carlsenem, która zakończyła się wynikiem 5:7, 7:6(4), 6:7(4).

#### 1998
W marcu 1998 po raz pierwszy otrzymał powołanie do rosyjskiej drużyny w Pucharze Davisa, ale przegrał dwa swoje spotkania z Jimem Courierem i Andre Agassim. W kwietniu doszedł do finału challengera w Neapolu, gdzie został pokonany przez Davide Sanguinettiego. Tydzień później wygrał swój pierwszy pojedynek w ATP Tour, triumfując nad 31. w rankingu ATP Magnusem Larssonem 6:3, 6:2 w pierwszej rundzie w Barcelonie. Następnie wyeliminował Jiříego Nováka, po czym przegrał z Carlosem Costą w trzech setach. Przesunął się na 124. miejsce w światowej klasyfikacji.
W maju 1998 zadebiutował w drabince głównej turnieju wielkoszlemowego. W meczu otwarcia French Open sensacyjnie pokonał Agassiego 5:7, 7:5, 6:2, 3:6, 6:2, po trzech godzinach i jedenastu minutach walki. Pojedynek przerywany był opadami deszczu, a Amerykanin doznał w pierwszym secie kontuzji ramienia. Tymczasem Safin w drugiej rundzie wyeliminował broniącego tytułu Gustavo Kuertena (8 ATP) wynikiem 3:6, 7:6(5), 3:6, 6:1, 6:4. Był to pierwszy przypadek w erze open, gdy mistrz turnieju wielkoszlemowego z ubiegłego roku został wyeliminowany przez kwalifikanta. Rosjanin przedostał się do czwartej rundy po zwycięstwie nad Danielem Vackiem, ale przegrał z Cedrikiem Pioline’em pomimo prowadzenia 2-1 w setach. 18-letni Safin został po raz pierwszy sklasyfikowany w gronie stu najlepszych tenisistów świata.
Miesiąc później na kortach wimbledońskich odpadł w pierwszej rundzie, pokonany przez Andrija Medwediewa.
W sierpniu przedostał się do swojego pierwszego półfinału w ATP Tour, pokonując w Long Island między innymi Alberto Berasategui (8 ATP).
Awansował do czwartej rundy US Open, eliminując z zawodów Magnusa Gustafssona (24 ATP) i Thomasa Mustera (23 ATP). Jego udział w imprezie zakończył pojedynek z liderem rankingu, Pete’em Samprasem, w którym Safin nie wygrał ani jednego seta.
W tym sezonie dostał się jeszcze do ćwierćfinału w Taszkencie. Na koniec roku zajmował 49. miejsce w rankingu ATP, a jego zarobki wyniosły ponad 230 tysięcy dolarów.

#### 1999
Ponownie triumfował nad Kuertenem w drugiej rundzie Australian Open 1999. W trzecim spotkaniu w Melbourne musiał jednak uznać wyższość Karola Kučery.
W lutym wygrał pierwsze trzy zawodowe mecze na terenie Rosji, dochodząc do półfinału zmagań w Sankt Petersburgu. Wyeliminował z turnieju Guillermo Cañasa, Mikaela Tillstroma i Dominika Hrbatego, a nie sprostał Marcowi Rossetowi. W swoim kolejnym występie awansował do jednej drugiej finału w Rotterdamie. Do swojej kolekcji dodał zwycięstwo nad czwartym w światowej klasyfikacji Alexem Corretją.
Wyrównał osiągnięcie z poprzedniego sezonu, ponownie meldując się w czwartej rundzie French Open. W sierpniu zagrał w półfinale w Amsterdamie, a następnie zdobył swój pierwszy tytuł ATP. Dokonał tego w Bostonie, zwyciężając w finale Grega Rusedskiego 6:4, 7:6(11). Był jednym z trzech nastolatków, którzy w 1999 zostali mistrzami turnieju ATP w grze pojedynczej (pozostałymi dwoma byli Juan Carlos Ferrero i Lleyton Hewitt).
Po kilku słabszych występach osiągnął swój pierwszy finał zawodów rangi Masters. Dokonał tego w listopadzie na hali w Paryżu. W drugiej rundzie kolejny raz okazał się lepszy od Kuertena, ale w finale musiał uznać wyższość lidera rankingu Agassiemu, z którym zdołał wygrać jednego seta. Został sklasyfikowany wśród trzydziestu najlepszych tenisistów świata, a jego zarobki za 1999 rok przekroczył 600 tysięcy dolarów.

#### 2000
Rok 2000 był najlepszym w karierze Marata Safina.
Przez pierwsze miesiące sezonu wygrał zaledwie jedno spotkanie i rozważał zakończenie występów tenisowych. Jego trenerami w 2000 byli: Rafael Mensua, Andriej Czesnokow, Tony Pickard i Aleksandr Wołkow.
Na przełomie lutego i marca awansował do półfinału turnieju w Kopenhadze, w którym pokonał go Andreas Vinciguerra 6:3, 6:0. Swój drugi puchar wywalczył wiosną w Barcelonie, zwyciężając między innymi Nicolasa Lapentti (8 ATP) i Magnusa Normana (4 ATP). W finale triumfował nad Juanem Carlosem Ferrero 6:3, 6:3, 6:4. Drugi turniej z rzędu wygrał na Majorce, zwyciężając w finale Mikaela Tillstroma.
W maju po raz drugi znalazł się w meczu o mistrzostwo turnieju ATP Masters Series, tym razem w Hamburgu. Safin przegrał pięciosetowy pojedynek z Gustavo Kuertenem 4:6, 7:5, 4:6, 7:5, 6:7(3) po trzech godzinach i pięćdziesięciu jeden minutach.
Wraz z reprezentacją Rosji został wicemistrzem w Drużynowym Pucharze Świata w tenisie ziemnym w Düsseldorfie.
W czerwcu awansował po raz pierwszy w karierze do ćwierćfinału turnieju wielkoszlemowego, przegrywając na tym etapie French Open z Magnusem Normanem 4:6, 3:6, 6:4, 5:7. Przez większość czasu nad paryskimi kortami latał helikopter, którego hałas przeszkadzał zawodnikom.
Miesiąc później Safin został mistrzem turnieju ATP Masters Series w Toronto (pierwszy jego triumf w tej serii zawodów). W ćwierćfinale pokonał Pete’a Samprasa, a w walce o tytuł sensacyjnego finalistę, Harela Lewiego 6:2, 6:3 w meczu trwającym mniej niż godzinę. Rosjanin przegrał finał zawodów w Indianapolis z Kuertenem 6:3, 6:7(2), 6:7(2).
Rozstawiony z numerem siódmym Rosjanin dnia 11 września 2000 roku zwyciężył w swoim pierwszym turnieju wielkoszlemowym. W finale US Open niespodziewanie wygrał z faworytem, Pete’em Samprasem 6:4, 6:3, 6:3. W drodze do mistrzostwa eliminował między innymi Juana Carlosa Ferrero i Nicolasa Kiefera. Safin został pierwszym rosyjskim tenisistą, który triumfował w Nowym Jorku, najmłodszym finalistą od 1990 roku (wówczas 19-letni Sampras pokonał Agassiego w finale) i przerwał serię ośmiu z rzędu zwycięstw Amerykanina w finałach wielkoszlemowych. Został sklasyfikowany na 2. miejscu w rankingu ATP.
Siedem dni później wygrał turniej w Taszkiencie, zostając pierwszym tenisistą od 1985, który zdobył kolejny zawodowy tytuł tydzień po zwycięstwie w imprezie wielkoszlemowej.
Niespodziewanie przegrał w pierwszej rundzie turnieju olimpijskiego w Sydney z Francuzem Fabrice’em Santoro.
W listopadzie został mistrzem turnieju w Sankt Petersburgu oraz imprezy Masters Series w Paryżu. W finałowym pojedynku we Francji pokonał Marka Philippousisa 3:6, 7:6(7), 6:4, 3:6, 7:6(8).
20 listopada został nowym liderem rankingu ATP w grze pojedynczej, jako drugi Rosjanin w historii (Kafielnikow zajmował to miejsce przez sześć tygodni w 1999).
Po raz pierwszy w karierze zakwalifikował się do Mistrzostw ATP w Lizbonie kończących sezon i był w nich rozstawiony z pierwszym numerem. W fazie grupowej pokonał Lleytona Hewitta i Alexa Corretję, uległ natomiast Pete’owi Samprasowi. W półfinale zmagań musiał uznać wyższość Andre Agassiego.
4 grudnia, po dwóch tygodniach, utracił pierwsze miejsce w światowej klasyfikacji na rzecz zwycięzcy z Lizbony, Gustavo Kuertena.
Marat Safin wygrał w roku 2000 siedem turniejów w grze pojedynczej (najwięcej spośród wszystkich zawodników), był jedynym, który wywalczył dwa tytuły w serii Masters; został najmłodszym graczem od 1986, który zakończył sezon na 2. miejscu w rankingu; pierwszym zawodnikiem od 1983 poniżej 21 lat, który zdobył przynajmniej siedem mistrzostw w jednym roku; wygrał 73 mecze – najwięcej ze wszystkich tenisistów. Zarobił ponad 3 miliony dolarów.
Został wyróżniony nagrodą ATP za największe postępy.

#### 2001
W styczniu 2001 doszedł do czwartej rundy Australian Open, co pozwoliło mu wrócić na pierwsze miejsce w klasyfikacji ATP. Pozycję tę utracił po sześciu tygodniach, 25 lutego, na rzecz Kuertena.
W czasie półfinałowego meczu w Dubaju z Thomasem Johnassonem w lutym doznał kontuzji pleców, w związku z czym skreczował w finałowym pojedynku z Juanem Carlosem Ferrero, pomimo prowadzenia 3:1 w drugim secie. Do maja wygrał zaledwie dwa spotkania.
Odpadł w trzeciej rundzie French Open, co kosztowało go spadek na trzecie miejsce w klasyfikacji światowej. Po raz pierwszy awansował do ćwierćfinału Wimbledonu, przegrywając z późniejszym mistrzem, Goranem Ivaniseviciem. Latem zmagał się z zapaleniem ścięgien w lewym stawie kolanowym.
Wystąpił w półfinale w Indianapolis i nie obronił punktów z US Open. W Nowym Jorku został pokonany w półfinale przez Samprasa 3:6, 6:7(5), 3:6.
Safin zwyciężył zawody w Taszkiencie, wygrywając w decydującym meczu ze swoim rodakiem Kafielnikowem 6:2, 6:2. Był to pierwszy w historii rozgrywek ATP finał turnieju z udziałem dwóch Rosjan. Do końca roku Marat obronił również tytuł z Sankt Petersburga, a rok zakończył na 11. miejscu w światowych notowaniach.
22 kwietnia 2001 był ostatnim dniem, w którym Safin zasiadał na fotelu lidera rankingu ATP. Łącznie spędził na pierwszym miejscu dziewięć tygodni, co daje mu 19. wynik w historii tenisa i najlepszy w dziejach Rosji.

#### 2002
W styczniu awansował do swojego drugiego finału wielkoszlemowego, tym razem w Australian Open. W czwartej rundzie wyeliminował Pete’a Samprasa 6:2, 6:4, 6:7(5), 7:6(8), a w półfinale Tommy’ego Haasa 6:7(5), 7:6(4), 3:6, 6:0, 6:2. W dniu swoich 22. urodzin Safin przegrał mecz o tytuł z Thomasem Johanssonem 6:3, 4:6, 4:6, 6:7(4).
Osiągnął ćwierćfinały turniejów Masters Series w Miami i Monte Carlo; został wicemistrzem w Hamburgu po finale z Rogerem Federerem.
Wiosną awansował do swojego pierwszego półfinału w wielkoszlemowym French Open. Mecz o finał przegrał 3:6, 2:6, 4:6 z Juanem Carlosem Ferrero.
Jako wicelider rankingu odpadł w 2. rundzie Wimbledonu.

#### 2003
W styczniu w czasie turnieju w Sydney doznał kontuzji ramienia i walkowerem oddał mecz ćwierćfinałowy z Lee Hyung-taikiem. Z tego samego powodu poddał pojedynek trzeciej rundy Australian Open 2003 jeszcze przed jego rozpoczęciem.
Po serii słabszych występów awansował do decydującego pojedynku w Barcelonie, eliminując po drodze między innymi Gastona Gaudio i Juana Carlosa Ferrero. Mecz o tytuł przegrał z Carlosem Moyą, kreczując po trzech gemach czwartego seta z powodu problemów żołądkowych
W tym roku nie wygrał już żadnego spotkania w grze pojedynczej, walcząc z urazem lewego nadgarstka.

#### 2004
Powrót na korty Marat Safin przypieczętował zdobyciem tytułu wicemistrza Australian Open, po raz drugi w karierze. W dniu swoich urodzin, 27 stycznia, zwyciężył lidera rankingu ATP Andy’ego Roddicka 2:6, 6:3, 7:5, 6:7, 6:4, pozbawiając Amerykanina pierwszego miejsca w klasyfikacji. Następnie wyeliminował Andre Agassiego w pięciu setach. W finałowej konfrontacji uległ Rogerowi Federerowi 6:7(3), 4:6, 2:6, który został nowym numerem jeden w światowym tenisie. Był to trzeci wielkoszlemowy finał z udziałem Safina.
W kwietniu doszedł do finału w Estoril, w którym został pokonany przez Juana Ignacio Chelę.
W półfinale w Monte Carlo wyeliminował go Guillermo Coria 4:6, 6:1, 3:6.
We wrześniu został mistrzem turnieju w Pekinie, gdzie w finale ograł swojego rodaka, Michaiła Jużnego 7:6(4), 7:5.
W półfinale w Bangkoku po trzech tie-breakach musiał uznać wyższość Andy’ego Roddicka.
25 października zdobył swój czwarty tytuł w zawodach Masters Series, triumfując w Madrycie. W finałowej rozgrywce pokonał 6:2, 6:4, 6:3 Davida Nalbandiana.
W listopadzie zwyciężył w kolejnej takiej imprezie, tym razem w Paryżu. Była to jego trzecia wiktoria w tym turnieju, czym wyrównał rekord Borisa Beckera.
21 listopada odpadł w fazie półfinałów mistrzostw ATP w Houston, przegrywając 3:6, 6:7(18) z Rogerem Federerem.
Rok zakończył na 4. miejscu w klasyfikacji światowej i nigdy później nie zajmował już wyższego miejsca.

#### 2005
Sezon 2005 Safin rozpoczął od zdobycia swojego drugiego mistrzostwa wielkoszlemowego. W pierwszej rundzie Australian Open wyeliminował wówczas 188. na świecie Novaka Đokovicia 6:0, 6:2, 6:1. W półfinale w dniu urodzin wygrał z liderem rankingu i faworytem Rogerem Federerem w meczu, który wiele mediów określało jako „epicki”. Rosjanin triumfował wynikiem 5:7, 6:4, 5:7, 7:6(6), 9:7 po czterech godzinach i trzydziestu ośmiu minutach, broniąc piłki meczowe w czwartym secie. 30 stycznia w rozgrywce finałowej ograł faworyta publiczności Lleytona Hewitta 1;6, 6:3, 6:4, 6:4 i wywalczył swój ostatni tytuł w Wielkim Szlemie.
W czwartej rundzie French Open przegrał z Tommym Robredo.
W finale w Halle w czerwcu Federer zrewanżował się Safinowi za turniej w Melbourne, zdobywając tytuł po trzech setach gry.
Z powodu kontuzji kolana zakończył swoje występy w tym sezonie w sierpniu, dochodząc do ćwierćfinału w Cincinnati.

#### 2006
10 stycznia 2006 ogłosił, że nie przystąpi do obrony tytułu w Australian Open z powodu kontuzji kolana.
Powrócił do rywalizacji w lutym w Dubaju, gdzie pokonał piątego w rankingu Nikołaja Dawydienkę, a następnie uległ Olivierowi Rochusowi.

#### 2007
14 lipca ogłosił zakończenie współpracy z dotychczasowym trenerem, Aleksandrem Wołkowem i zatrudnił byłego argentyńskiego tenisistę Hernána Gumy.

#### 2008
W kwietniu 2008 awansował do trzeciej rundy w Monachium, a następnie – jako kwalifikant – do trzeciej rundy w Hamburgu.
W czerwcu przedostał się do swojego szóstego półfinału wielkoszlemowego, tym razem na kortach Wimbledonu. W drugiej rundzie sensacyjnie wyeliminował Novaka Đokovicia 6:4, 7:6(3), 6:2, następnie w czwartej rundzie Stana Wawrinkę. Mecz o finał przegrał z Rogerem Federerem 3:6, 6:7(3), 4:6. Safin został pierwszym Rosjaninem w historii, który awansował do jednej drugiej finału w Wimbledonie.
Awansował z 75. na 40. miejsce w rankingu ATP.
W październiku został wicemistrzem turnieju w Moskwie, gdzie w decydującym spotkaniu uległ Igorowi Kunicynowi 6:7(6), 7:6(4), 3:6.

#### 2009
23 stycznia przegrał mecz czwartej rundy Australian Open z Rogerem Federerem i przyznał, że jego powrót do Melbourne w kolejnym roku jest „wątpliwy”.
Odpadł w pierwszym meczu w Marsylii i Dubaju, zanim awansował do trzeciej rundy w Indian Wells i Miami.
20 kwietnia jego młodsza siostra Dinara awansowała na pierwsze miejsce w rankingu WTA w grze pojedynczej. Safinowie zostali pierwszym rodzeństwem różnej płci, z których każde przewodziło rankingom tenisowym.
Wśród serii słabych występów w tym roku jego najlepszym wynikiem okazał się półfinał imprezy w Sankt Petersburgu w październiku. Swój ostatni oficjalny mecz w ojczyźnie przegrał z Siergiejem Stachowskim 4:6, 6:4, 4:6.
11 listopada 2009 zakończył karierę tenisową. W swoim ostatnim oficjalnym pojedynku na paryskiej hali uległ Juanowi Martinowi del Potro 4:6, 7:5, 4:6. Zajmował wówczas 65. miejsce w klasyfikacji ATP.

### Gra podwójna
Marat Safin w swojej karierze występował w turniejach tenisowych w grze podwójnej, a najwyżej w rankingu zajmował 71. miejsce (w kwietniu 2002). W rozgrywkach w tej kategorii wywalczył dwa tytuły: w 2001 w Gstaad z Rogerem Federerem i w 2007 w Moskwie z Dmitrijem Tursunowem (ostatnie zwycięstwo w całej zawodowej karierze).
Czterokrotnie kończył zmagania deblowe w roli wicemistrza: w 1999 w Moskwie z Andriejem Miedwiediewem, w 2001 i 2002 w Sankt Petersburgu z Iraklim Labadze i w 2005 w Halle z Joachimem Johanssonem.
W turniejach wielkoszlemowych najdalej awansował do trzeciej rundy Wimbledonu w 2001.

### Puchar Davisa
Marat Safin w latach 1998–2009 regularnie reprezentował Rosję w drużynowych rozgrywkach o Puchar Davisa. Rozegrał łącznie 52 mecze, spośród których 31 zwyciężył.
Zadebiutował w konfrontacji Grupy Światowej ze Stanami Zjednoczonymi w 1998, gdzie trzykrotnie został pokonany, w tym przez Andre Agassiego i Jima Couriera. W 1999 przyczynił się do awansu Rosji do półfinału turnieju, zwyciężając swoje singlowe pojedynki z reprezentantami Niemiec i Słowacji. W jednej drugiej finału jego drużyna została pokonana przez Australijczyków do jednego.
W 2000 Rosjanie zakończyli zmagania w zawodach w fazie ćwierćfinału, gdzie zostali wyeliminowani przez Hiszpanów. Safin przegrał dwa mecze gry pojedynczej, ale zdobył punkt w grze podwójnej w parze z Jewgienijem Kafielnikowem.
W 2001 wystąpił tylko w zwycięskiej konfrontacji ze Słowakami; w singlu uległ Karolowi Kucerze i Dominikowi Hrbatemu, ale triumfował w deblu w duecie z Kafielnikowem.
W 2002 ekipa rosyjska zdobyła Puchar Davisa po raz pierwszy w historii. Safin wziął udział we wszystkich czterech konfrontacjach turniejowych: przeciwko Szwajcarii, Szwecji, Argentynie i broniącej tytułu Francji. Rosjanie przegrywali już 1-2 w meczach, ale zwyciężyli dwa ostatnie pojedynki singlowe. Triumf zapewniła im wygrana Michaiła Jużnego nad Paulem-Henrim Mathieu w pięciu setach. Zostali pierwszą ekipą od 1964 roku, która wygrała trofeum pomimo wyniku 1-2 w konfrontacji.
Rosjanie wypadli z Grupy Światowej w 2004 po porażce w pierwszej rundzie z Białorusinami. Safin został pokonany przez Maksa Mirnego wynikiem 9:11 w piątym secie. W barażach znokautowali drużynę z Tajlandii, nie pozwalając im na wygranie żadnego meczu.
Safin zwyciężył trzy spotkania w konfrontacji pierwszej rundy z Chile w 2005.
W 2006 Rosjanie sięgnęli po swój drugi puchar. W półfinałach Marat zwyciężył Andy’ego Roddicka, a w finale przeciwko Argentynie zdobył punkty, ogrywając Jose Acasuso oraz Agustina Calleri i Davida Nalbandiana w parze z Dmitrijem Tursunowem. Był to pierwszy Puchar Davisa, który Rosjanie wygrali na własnym terytorium.
Safin wystąpił w turnieju również w 2007 i 2008 roku, wygrywając po jednym meczu singlowym.

### Puchar Hopmana
W 2001 zadebiutował w drużynowym pokazowym turnieju o Puchar Hopmana w parze z Jeleną Lichowcewą. Rosjanie przegrali grupowe konfrontacje z Belgami i Amerykanami, ogrywając jedynie Słowaków. W efekcie zajęli drugie miejsce w swojej grupie i nie awansowali do finału zawodów.
W 2004 wystąpił w Perth po raz drugi, partnerując Anastazji Myskinie. W pierwszej konfrontacji ulegli 1-2 Francji (Amélie Mauresmo, Fabrice Santoro); w kolejnej zwyciężyli Czechów 2-1 (Barbora Strýcová, Jiří Novák), a w ostatniej z Amerykanami nie zdobyli żadnego punktu (Lindsay Davenport, James Blake). Sklasyfikowani zostali na trzeciej pozycji w grupie.
W 2005 Safin i Myskina przegrali wszystkie trzy konfrontacje – przeciwko Argentynie, Niemcom i Włochom. Marat został pokonany we wszystkich sześciu meczach, w jakich wystąpił; natomiast Anastazja trzykrotnie wygrywała swoje pojedynki singlowe.
W 2009 został zaproszony do udziału w turnieju razem ze swoją siostrą, Dinarą. Na otwarcie zmagań triumfowali nad Włochami 2-1 (Flavia Pennetta, Simone Bolelli). W kolejnym starciu ograli 2-1 Tajwan, a następnie okazali się lepsi od Francuzów 2-1 (Alizé Cornet, Gilles Simon). Awansowali do finału, w którym Dominika Cibulková pokonała Dinarę, a Dominik Hrbatý ograł Marata. Meczu mikstów nie rozegrano.

### Mecze pokazowe
W październiku 2017 przegrał finał Champions Tour w Royal Albert Hall w Londynie z Juanem Carlosem Ferrero 3:6, 4:6.
We wrześniu 2018 zagrał pokazowy mecz w Greenbrier Champions Classic z Carlosem Moyą.

### Nagrody i wyróżnienia
Otrzymał nagrodę Laureus w kategorii Przełom Roku za swoje osiągnięcia w sezonie 2001.
9 marca 2016 razem z Justine Henin został nominowany do Międzynarodowej Tenisowej Galerii Sławy, jako pierwsza osoba w historii rosyjskiego sportu. Ceremonia włączenia tenisisty do galerii miała miejsce 16 lipca w Newport.

### Kontrowersje
Marat Safin znany był ze swojego wybuchowego zachowania na korcie i łamania rakiet. W czasie całej kariery zniszczył ich ponad tysiąc.
21 lutego 2005 skrytykował media za rozpowszechnianie informacji o spożywaniu przez niego zbyt dużych ilości alkoholu.
31 maja 2006 nałożono na niego grzywnę w wysokości 10 tysięcy dolarów za niestawienie się na konferencję prasową po porażce w pierwszej rundzie French Open.
21 stycznia 2007 został zobowiązany do uiszczenia kary 2000 dolarów za nieeleganckie wypowiedzi w czasie meczu trzeciej rundy z Andym Roddickiem i tuż po spotkaniu.
28 sierpnia 2008 Międzynarodowa Federacja Tenisowa nałożyła na niego karę grzywny w wysokości 2000 dolarów za niesportowe zachowanie w meczu pierwszej rundy US Open z Vince’em Spadea. Rosjanin wszczął awanturę z sędzią, gdy ten wywołał u niego błąd stóp.
4 stycznia 2009 wystąpił w meczu Pucharu Hopmana ze śladami pobicia na twarzy. Rosjanin skomentował, że wdał się w bójkę w Moskwie.
3 września 2009 publicznie stanął w obronie swojej siostry. Dinara została pierwszą liderką rankingu WTA, która odpadła w pierwszej rundzie US Open i spotkała ją za to fala krytyki. Swoje niezadowolenie wyraziła między innymi Serena Williams, która w 2009 dwukrotnie została mistrzynią wielkoszlemową, a zajmowała 2. miejsce w klasyfikacji.
19 kwietnia 2016 stanął w obronie swojej reprezentacyjnej koleżanki, Mariji Szarapowej, która została zdyskwalifikowana przez Międzynarodową Federację Tenisową za stosowanie niedozwolonego środka, meldonium. Rosjanin zasugerował, że za wynikiem testów antydopingowych może stać błąd techniczny.
W czerwcu 2016 ocenił, że obecny system sportowy w Rosji powinien być zdemolowany i odbudowany.

### Związki z tenisem po zakończeniu kariery
7 października 2011 ogłosił, że jego siostra de facto zakończyła już karierę tenisową. Rosjanka poinformowała o zaprzestaniu występów na kortach 6 maja 2014.
W czerwcu 2018 został wicemistrzem rywalizacji legend we French Open. W duecie z Jewgienijem Kafielnikowem przegrali mecz o tytuł z Alexem Corretją i Juanem Carlosem Ferrero 3:6, 3:6.
W czerwcu 2019 wystąpił w turnieju legend wielkoszlemowego French Open w deblu z Jewgienijem Kafielnikowem. W swoim pierwszym spotkaniu zwyciężyli Sebastiena Grosjean i Michela Llodrę 3:6, 7:5, 10-6. W drugiej konfrontacji zostali pokonani przez Paula-Henri Mathieu i Tommy’ego Haasa.

## Kariera polityczna
4 grudnia 2011 w wyborach parlamentarnych został wybrany do rosyjskiej Dumy VI kadencji. Startował z list partii Jedna Rosja ówczesnego premiera Władimira Putina i reprezentował region Niżnego Nowogrodu, oddalonego od jego rodzinnej Moskwy o 300 kilometrów. Kilka dni wcześniej uczestniczył w ceremonii otwarcia nowoczesnego sportowego kompleksu w tym mieście, nazwanego „Gwiazda”.
25 maja 2017 ogłosił, że kończy swoją pracę w parlamencie.

## Życie prywatne
Marat Safin urodził się w Moskwie w rodzinie pochodzenia tatarskiego.
Jego rodzicami są Michaił Aleksiejewicz Safin, były menedżer moskiewskiego klubu Spartak i jego żona, Rausa Isłanowa, była tenisistka radziecka, a później trenerka tenisa.
Ma młodszą siostrę Dinarę Safinę, profesjonalną tenisistkę, byłą liderkę rankingu WTA w grze pojedynczej i mistrzynię US Open 2007 w grze podwójnej.
Związany był między innymi z Darią Żukową, córką rosyjskiego oligarchy, Anastazją Osipową, rosyjską wokalistką popową, Anną Druzyaką, rosyjską modelką i Aidą Garrifuliną, rosyjską śpiewaczką operową.
Mówi po rosyjsku, tatarsku, angielsku i hiszpańsku. Jest fanem klubu piłkarskiego Spartak Moskwa i gracza NBA Shaquille’a O’Neala. Jest muzułmaninem.
W 2007 spędził dziesięć dni wspinając się na szósty pod względem wysokości szczyt świata Czo Oju, znajdujący się w Himalajach.
Mieszka w Monte Carlo w Monako.

## Statystyki zawodnika

### Finały w turniejach ATP World Tour
| Legenda                                      |
| -------------------------------------------- |
| Wielki Szlem                                 |
| Igrzyska olimpijskie                         |
| Tennis Masters Cup / ATP Finals              |
| ATP Masters Series / ATP Tour Masters 1000   |
| ATP International Series Gold / ATP Tour 500 |
| ATP International Series / ATP Tour 250      |

#### Gra pojedyncza (15–12)
| Końcowy wynik | Nr  | Data                 | Turniej                    | Nawierzchnia    | Przeciwnik            | Wynik finału                  |
| ------------- | --- | -------------------- | -------------------------- | --------------- | --------------------- | ----------------------------- |
| Zwycięzca     | 1.  | 29 sierpnia 1999     | Boston                     | Twarda          | Greg Rusedski         | 6:4, 7:6(11)                  |
| Finalista     | 1.  | 7 listopada 1999     | Paryż                      | Twarda (hala)   | Andre Agassi          | 6:7(1), 2:6, 6:4, 4:6         |
| Zwycięzca     | 2.  | 30 kwietnia 2000     | Barcelona                  | Ceglana         | Juan Carlos Ferrero   | 6:3, 6:3, 6:4                 |
| Zwycięzca     | 3.  | 7 maja 2000          | Walencja                   | Ceglana         | Mikael Tillström      | 6:4, 6:3                      |
| Finalista     | 2.  | 21 maja 2000         | Hamburg                    | Ceglana         | Gustavo Kuerten       | 4:6, 7:5, 4:6, 7:5, 6:7(3)    |
| Zwycięzca     | 4.  | 6 sierpnia 2000      | Toronto                    | Twarda          | Harel Lewi            | 6:2, 6:3                      |
| Finalista     | 3.  | 20 sierpnia 2000     | Indianapolis               | Twarda          | Gustavo Kuerten       | 6:3, 6:7(2), 6:7(2)           |
| Zwycięzca     | 5.  | 10 września 2000     | US Open, Nowy Jork         | Twarda          | Pete Sampras          | 6:4, 6:3, 6:3                 |
| Zwycięzca     | 6.  | 17 września 2000     | Taszkent                   | Twarda          | Davide Sanguinetti    | 6:3, 6:4                      |
| Zwycięzca     | 7.  | 12 listopada 2000    | Petersburg                 | Twarda (hala)   | Dominik Hrbatý        | 2:6, 6:4, 6:4                 |
| Zwycięzca     | 8.  | 19 listopada 2000    | Paryż                      | Twarda (hala)   | Mark Philippoussis    | 3:6, 7:6(7), 6:4, 3:6, 7:6(8) |
| Finalista     | 4.  | 4 marca 2000         | Dubaj                      | Twarda          | Juan Carlos Ferrero   | 2:6, 1:3 krecz                |
| Zwycięzca     | 9.  | 16 września 2001     | Taszkent                   | Twarda          | Jewgienij Kafielnikow | 6:2, 6:2                      |
| Zwycięzca     | 10. | 28 października 2001 | Petersburg                 | Twarda (hala)   | Rainer Schüttler      | 3:6, 6:3, 6:3                 |
| Finalista     | 5.  | 27 stycznia 2002     | Australian Open, Melbourne | Twarda          | Thomas Johansson      | 6:3, 4:6, 4:6, 6:7(4)         |
| Finalista     | 6.  | 19 maja 2002         | Hamburg                    | Ceglana         | Roger Federer         | 1:6, 3:6, 4:6                 |
| Zwycięzca     | 11. | 3 listopada 2002     | Paryż                      | Twarda (hala)   | Lleyton Hewitt        | 7:6(4), 6:0, 6:4              |
| Finalista     | 7.  | 27 kwietnia 2003     | Barcelona                  | Ceglana         | Carlos Moyá           | 7:5, 2:6, 2:6, 0:3 krecz      |
| Finalista     | 8.  | 1 lutego 2004        | Australian Open, Melbourne | Twarda          | Roger Federer         | 6:7(3), 4:6, 2:6              |
| Finalista     | 9.  | 18 kwietnia 2004     | Estoril                    | Ceglana         | Juan Ignacio Chela    | 7:6(2), 3:6, 3:6              |
| Zwycięzca     | 12. | 19 września 2004     | Pekin                      | Twarda          | Michaił Jużny         | 7:6(4), 7:5                   |
| Zwycięzca     | 13. | 24 października 2004 | Madryt                     | Twarda (hala)   | David Nalbandian      | 6:2, 6:4, 6:3                 |
| Zwycięzca     | 14. | 7 listopada 2004     | Paryż                      | Twarda (hala)   | Radek Štěpánek        | 6:3, 7:6(5), 6:3              |
| Zwycięzca     | 15. | 30 stycznia 2005     | Australian Open, Melbourne | Twarda          | Lleyton Hewitt        | 1:6, 6:3, 6:4, 6:4            |
| Finalista     | 10. | 12 czerwca 2005      | Halle                      | Trawiasta       | Roger Federer         | 4:6, 7:6(6), 4:6              |
| Finalista     | 11. | 15 października 2006 | Moskwa                     | Dywanowa (hala) | Nikołaj Dawydienko    | 4:6, 7:5, 4:6                 |
| Finalista     | 12. | 12 października 2008 | Moskwa                     | Twarda (hala)   | Igor Kunicyn          | 6:7(6), 7:6(4), 3:6           |

#### Gra podwójna (2–4)
| Końcowy wynik | Nr | Data                 | Turniej    | Nawierzchnia    | Partner           | Przeciwnicy                            | Wynik finału     |
| ------------- | -- | -------------------- | ---------- | --------------- | ----------------- | -------------------------------------- | ---------------- |
| Finalista     | 1. | 14 listopada 1999    | Moskwa     | Dywanowa (hala) | Andrij Medwediew  | Justin Gimelstob Daniel Vacek          | 2:6, 1:6         |
| Zwycięzca     | 1. | 15 lipca 2001        | Gstaad     | Ceglana         | Roger Federer     | Michael Hill Jeff Tarango              | 0:1 krecz        |
| Finalista     | 2. | 28 października 2001 | Petersburg | Twarda (hala)   | Irakli Labadze    | Dienis Gołowanow Jewgienij Kafielnikow | 5:7, 4:6         |
| Finalista     | 3. | 27 października 2002 | Petersburg | Twarda (hala)   | Irakli Labadze    | David Adams Jared Palmer               | 6:7(8), 3:6      |
| Finalista     | 4. | 12 czerwca 2005      | Halle      | Trawiasta       | Joachim Johansson | Yves Allegro Roger Federer             | 5:7, 7:6(6), 3:6 |
| Zwycięzca     | 2. | 14 października 2007 | Moskwa     | Twarda (hala)   | Dmitrij Tursunow  | Tomáš Cibulec Lovro Zovko              | 6:4, 6:2         |

### Osiągnięcia w turniejach Wielkiego Szlema i ATP World Tour Masters 1000 (gra pojedyncza)
| Turniej                     | 1997                            | 1998                            | 1999                            | 2000                            | 2001                            | 2002                            | 2003                            | 2004                            | 2005                            | 2006                            | 2007                            | 2008                            | 2009         | Wygrane turnieje | Bilans w turnieju |
| Wielki Szlem                | Wielki Szlem                    | Wielki Szlem                    | Wielki Szlem                    | Wielki Szlem                    | Wielki Szlem                    | Wielki Szlem                    | Wielki Szlem                    | Wielki Szlem                    | Wielki Szlem                    | Wielki Szlem                    | Wielki Szlem                    | Wielki Szlem                    | Wielki Szlem | Wielki Szlem     | Wielki Szlem      |
| --------------------------- | ------------------------------- | ------------------------------- | ------------------------------- | ------------------------------- | ------------------------------- | ------------------------------- | ------------------------------- | ------------------------------- | ------------------------------- | ------------------------------- | ------------------------------- | ------------------------------- | ------------ | ---------------- | ----------------- |
| Australian Open             | –                               | –                               | 3R                              | 1R                              | 4R                              | F                               | 3R                              | F                               | W                               | –                               | 3R                              | 2R                              | 3R           | 1 / 10           | 31–8              |
| French Open                 | –                               | 4R                              | 4R                              | QF                              | 3R                              | SF                              | –                               | 4R                              | 4R                              | 1R                              | 2R                              | 2R                              | 2R           | 0 / 11           | 26–11             |
| Wimbledon                   | –                               | 1R                              | –                               | 2R                              | QF                              | 2R                              | –                               | 1R                              | 3R                              | 2R                              | 3R                              | SF                              | 1R           | 0 / 10           | 16–10             |
| US Open                     | –                               | 4R                              | 2R                              | W                               | SF                              | 2R                              | –                               | 1R                              | –                               | 4R                              | 2R                              | 2R                              | 1R           | 1 / 10           | 22–9              |
| Wygrane turnieje            | 0 / 0                           | 0 / 3                           | 0 / 3                           | 1 / 4                           | 0 / 4                           | 0 / 4                           | 0 / 1                           | 0 / 4                           | 1 / 3                           | 0 / 3                           | 0 / 4                           | 0 / 4                           | 0 / 4        | 2 / 41           | N/A               |
| Bilans spotkań              | 0–0                             | 6–3                             | 6–3                             | 12–3                            | 14–4                            | 13–4                            | 2–0                             | 9–4                             | 12–2                            | 4–3                             | 6–4                             | 8–4                             | 3–4          | N/A              | 95–38             |
| ATP World Tour Finals       |                                 |                                 |                                 |                                 |                                 |                                 |                                 |                                 |                                 |                                 |                                 |                                 |              |                  |                   |
| ATP World Tour Finals       | –                               | –                               | –                               | SF                              | –                               | RR                              | –                               | SF                              | –                               | –                               | –                               | –                               | –            | 0 / 3            | 4–7               |
| ATP World Tour Masters 1000 |                                 |                                 |                                 |                                 |                                 |                                 |                                 |                                 |                                 |                                 |                                 |                                 |              |                  |                   |
| Indian Wells                | –                               | –                               | 3R                              | 2R                              | 1R                              | 3R                              | 3R                              | 3R                              | 3R                              | 4R                              | 2R                              | 1R                              | 3R           | 0 / 11           | 13–11             |
| Miami                       | –                               | –                               | 4R                              | 2R                              | 2R                              | QF                              | 2R                              | 2R                              | 3R                              | 1R                              | 2R                              | 1R                              | 3R           | 0 / 11           | 7–11              |
| Monte Carlo                 | –                               | –                               | 1R                              | 1R                              | 1R                              | QF                              | –                               | SF                              | 3R                              | 1R                              | 2R                              | 2R                              | 2R           | 0 / 10           | 12–10             |
| Rzym                        | –                               | –                               | 2R                              | 2R                              | 2R                              | 2R                              | –                               | 3R                              | 2R                              | 2R                              | 2R                              | 1R                              | 1R           | 0 / 10           | 9–10              |
| Hamburg                     | –                               | –                               | 2R                              | F                               | 2R                              | F                               | –                               | 3R                              | 2R                              | 1R                              | 2R                              | 3R                              | NMS          | 0 / 9            | 18–9              |
| Montreal/Toronto            | –                               | –                               | –                               | W                               | 1R                              | QF                              | –                               | 1R                              | –                               | 1R                              | 2R                              | 2R                              | 1R           | 1 / 8            | 11–7              |
| Cincinnati                  | –                               | –                               | 1R                              | 3R                              | 1R                              | 1R                              | –                               | QF                              | QF                              | 1R                              | 1R                              | 1R                              | 2R           | 0 / 10           | 9–10              |
| Madryt                      | –                               | –                               | –                               | –                               | –                               | 2R                              | 1R                              | W                               | –                               | QF                              | 1R                              | –                               | 1R           | 1 / 6            | 8–5               |
| Paryż                       | –                               | –                               | F                               | W                               | 3R                              | W                               | –                               | W                               | –                               | QF                              | –                               | 1R                              | 2R           | 3 / 8            | 24–5              |
| Szanghaj                    | Nie ATP World Tour Masters 1000 | Nie ATP World Tour Masters 1000 | Nie ATP World Tour Masters 1000 | Nie ATP World Tour Masters 1000 | Nie ATP World Tour Masters 1000 | Nie ATP World Tour Masters 1000 | Nie ATP World Tour Masters 1000 | Nie ATP World Tour Masters 1000 | Nie ATP World Tour Masters 1000 | Nie ATP World Tour Masters 1000 | Nie ATP World Tour Masters 1000 | Nie ATP World Tour Masters 1000 | 2R           | 0 / 1            | 1–1               |
| Ranking na koniec sezonu    |                                 |                                 |                                 |                                 |                                 |                                 |                                 |                                 |                                 |                                 |                                 |                                 |              |                  |                   |
|                             | 194                             | 49                              | 23                              | 2                               | 11                              | 3                               | 77                              | 4                               | 12                              | 26                              | 56                              | 29                              | 61           | N/A              | N/A               |

Legenda
     W, wygrał turniej
     F, przegrał w finale
     SF, przegrał w półfinale
     QF, przegrał w ćwierćfinale
     4R, 3R, 2R, 1R przegrał w IV, III, II, I rundzie
     RR, odpadł w fazie grupowej
     –, nie startował w turnieju głównym